# ابن المنمر الطرابلسي
ولد ابن المنمر بمدينة طرابلس سنة 959 للميلاد، 348 للهجرة. ولا نعرف شيئاً عن أسرته ولا عن سكنه إلا ما ذكره التجاني من أن بيته يقع في وسط البلد بمقربة من الجامع الأعظم بقرب بيت أبي إسحاق الإجدابي، وهو مزاحم لمسجد أبي فرج الذي سمي باسم الفقيه ابي مسلم مؤمن بن فرج الهواري الطرابلسي لأنه كان يقرئ به. ولا ندري إن كان هذا المنزل الذي كان يسكنه أبواه من قبل أم انتقل إليه أبو الحسن بعد أن بلغ أشده.

## تعليمه وشيوخه
حفظ أبو الحسن بن المنمر القرآن في صغره في طرابلس ثم اتجه ينهل من معين العلوم الشرعية واللغوية.
شيوخه في طرابلس:
لم تذكر لنا المصادر التي بين أيدينا من أسماء العلماء الطرابلسيين الذين أخذ عنهم ابن المنمر إلا واحداً وهو أبو الحسن علي بن أحمد بن زكريا بن الخصيب الطرابلسي، المعروف بابن زكرون. سمع من الجيزي وابن الجارود وأبي العرب. انتفع به أهل طرابلس، وعليه تفقه ابن المنمر. تآليفه كثيرة في الفقه والفرائض والشروط كان فقيهاً صالحاً زاهداً. توفي سنة 370 هـ.
رحلاته وشيوخه خارج طرابلس:
ثم ذهب ابن المنمر إلى القيروان، ولا نعرف بالتحديد تاريخ رحلته إلى القيروان ولكنه كان قبل سنة 385 هـ. إذ قد ذهب إلى مصر وأخذ عن الجوهري المتوفى سنة 385 هـ كما سنعرف فيما بعد، كما أنه لايمكن أن يكون ذهابه إلى القيروان بعد سنة 386 هـ لأنه أخذ عن ابن أبي زيد القيرواني وهذا توفي سنة 386 هـ، إذاً من المرجح أنه سافر إلى القيروان بعد أن توفي شيخه ابن زكرون سنة 370هـ.
شيوخه في القيروان:
وفي القيروان أخذ عن شيخين من ائمة المالكية هما:
1- أبو محمد عبد الله بن أبي زيد عبد الرحمن القيرواني النفراوي، أشهر فقهاء المالكية في المائة الرابعة، كان واسع العلم كثير الحفظ والرواية. تفقه بفقهاء بلده، وسمع من شيوخها، سمع منه خلق كثير. تآليفه كثيرة مشهورة منها: الرسالة، والنوادر والمختصر. توفي سنة 386 هـ.
2- أبو الحسن علي بن محمد بن خلف المعافري المعروف بالقابسي. كان واسع الرواية عالماً بالحديث. سمع منه ابن المنمر. تآليفه كثيرة منها: الممهد، والمنقد من شبه التأويل والمنبه، وكتاب المعلمين. توفي بالقيروان سنة 403 هـ.
شيوخه في مصر:
ثم ذهب ابن المنمر إلى مصر –لعله في طريقه إلى الحج– فسمع –فيما نقل إلينا- من شيخين هما:
1- أبو القاسم عبد الرحمن بن عبد الله الجوهري. فقيه مالكي كثير الحديث، من شيوخ الفسطاط. ألف كتاب مسند الموطأ، ومسند ما ليس في الموطأ. توفي سنة 385 أو 381 هـ.
2- محمد بن أحمد بن عبيد بن محمد بن عبد الله بن موسى، أبوعبدالله الوشاء المصري الفقيه المالكي، توفي سنة 397 هـ.
شيوخه في مكة المكرمة:
ثم سافر إلى الحجاز لأداء فريضة الحج، وكان ذلك سنة 389 هـ. ولقي بمكة أحد العلماء المحدثين فأخذ عنه وسمع منه وهو:
أبو الحسن أحمد بن عبد الله بن حميد بن رزيق البغدادي. كان من الثقات الأثبات. روى عن المحاملي ومحمد بن مخلد. وسمع منه ابن المنمر بمكة. توفي سنة 391 هـ.
هذا هو الصواب في اسم هذا الشيخ (رزيق) براء ثم زاي معجمة كما وردت في ترتيب المدارك وقد تصحفت إلى زريق بزاي معجمة ثم راء مهملة في رحلة التجاني المطبوعة، ولابد أن التصحيف من نفس المخطوطة؛ لأن الذين نقلوا عم التجاني نقلوا الاسم مصحفاً، وهذا الذي حدث في المنهل العذب وأعلام ليبيا ونفحات النسرين، لكنهم لم يزيدوا عن قولهم: لقي أحمد بن زريق البغدادي، أما الأستاذ علي مصطفى المصراتي في كتابه أعلام من طرابلس فقد فهم من هذه العبارة أن ابن المنمر أخذ في مكة عن الشاعر الأديب ابن زريق البغدادي، وانطلق الأستاذ المصراتي يصف جلسات بن المنمر أمام أستاذه الشاعر الأديب ابن زريق في ظلال الكعبة صاغياً منصتاً راوياً لشعره ولقصيدته المشهورة، وينقل الأستاذ المصراتي بعض أبياتها متخيلاً أن ابن المنمر ينطبق عليه ما ينطبق على على ابن زريق إلخ كلامه.
ويجعل الأستاذ المصراتي ابن المنمر قد استكمل الظرف قياساً على ما قيل قديماً: “ومن تختم بالعقيق، وقرأ لأبي عمرو وحفظ قصيدة ابن زريق فقد استكمل الظرف ” والحقيقة أن أن ابن المنمر قد استكمل الظرف، لا بتختمه بالعقيق ولا بحفظه قصيدة ابن زريق، وإنما بتعلمه وتطبيقه لها علماً وعملاً، ولم يجلس في ظلال الكعبة ليسمع بعض الشعراء يتغنى بأشعاره ليعود لبلاده ظريفاً يلتف حوله بعض الشباب يستمتعون بما يردده، وإنما جلس بجانب الكعبة في حلقة درس في الحديث والفقه رجع على إثره إلى طرابلس يحرك الناس ضد الباطل بدروسه قولاً وتطبيقاً كما سنعرف فيما بعد في كلامنا عن الحالة السياسية في عهده وموقفه منها.
لكن هذه الأوصاف جاءت من تصحيف كلمة رزيق إلى زريق كما عرفنا في بداية كلامنا.
وقد تبع الدكتور أحمد مختار عمر الأستاذ المصراتي فجعل ابن المنمر تلميذاً لابن زريق الشاعر، وقال إن ابن المنمر زج بنفسه في حلقات أهل الفكر والأدب ورواة الشعر. وقد علمنا مصدر الخطأ في هذا كله.

## تلاميذه
رجع ابن المنمر إلى بلده طرابلس فجلس يبث علمه، وجاء الطلبة من كل صوب يسمعون منه، ناهيك عن طلبة طرابلس، ومن هؤلاء:
1- أبو القاسم عبد الرحمن بن محرز القيرواني. له تعليق على المدونة، وكتاب القصد والإيجاز. توفي حوالي سنة 450هـ.
2- أبو يعقوب يوسف بن عبد الرحمن بن عبد الله بن حماد المجريطي، وهو ثقة خير فاضل، سمع الناس منه. توفي بمجريط سنة 473 هـ. وكان مولده سنة 395 هـ.

## الحالة السياسية والفكرية في طرابلس في عهد ابن المنمر وموقفه منها
ولد ابن المنمر كما عرفنا سنة 348 هـ أي في عهد الدولة الفاطمية، وشب فوجد بلاده محكومةً من قبل المعز بن المنصور الفاطمي:
ولما رحل المعز إلى مصر سنة 362 هـ ولى عبد الله بن يخلف على طرابلس وبرقة، وكان مقره في طرابلس.
فلما مات المعز في مصر سنة 365 هـ، تولى بعده العزيز بالله، فطلب منه بلكين بن زيري الصنهاجي أن يضيف ولاية طرابلس إلى أعماله ففعل، وحينئذ تولى طرابلس يحي بن خليفة الملياني، ولم تطل ولايته، فتولاها من بعده عوصلة بن بكار الصنهاجي.
وفي سنة 373 هـ توفي يوسف بن بلكين زيري، فتولى بعده ابنه المنصور، ثم توفي المنصور سنة 385 هـ فتولى بعده ابنه باديس. ثم تولى الحاكم بأمر الله، فعقد ليانس الصقلي على طرابلس سنة 390هـ، ثم استولى فلفول بن سعيد بن خزرون على طرابلس، وبعث بالطاعة إلى الحاكم بأمر الله سنة 391هـ. واستبد فلفول بطرابلس، وحدثت فتنة كبيرة بينه وبين باديس، واستغاث الأول بمصر، فلم يصله شيء، فبعث بطاعته إلى المهدي محمد بن عبد الجبار بقرطبة، واستغاثه أيضاً فأغاثه، ولكن فلفول مات قبل وصول المدد سنة 400 هـ فاجتمعت زناته فولت أخاه ورو بن خزرون، وزحف باديس إلى طرابلس واستولى عليها، وتركها ورو، ثم طلب هذا الأخير الأمان من باديس، فأمنه على أن يخرج من طرابلس.
وولى باديس محمد بن الحسن على طرابلس، وما لبث ورو أن عاد للهجوم عليها من جديد بمن معه من زناته، ودارت حرب بين الفريقين، فبعث باديس إلى خزرونبن سعيد وغيره من الأمراء ليحاربوا ورو، ووقعت بين الفريقين معركة لحق أثناءها أصحاب خزرون بأخيه ورو، وكثرت الفتن بطرابلس، واشتد فساد باديس فانتقم ممن عنده من زناته بسبب مساعدتهم عدوه.
وفي سنة 405 هـ بعث ورو بطاعته إلى باديس لكنه (أي ورو) ما لبث أن هلك وانقسم قومه على ابنه خليفة وأخيه خزرون، وأفلح محمد بن الحسن، عامل طرابلس، في الوقيعة بينهم. ثم اجتمعت كلمة أكثرهم على خليفة، فحارب خزرون وغلبه، وبعث بطاعته إلى باديس، ولحق خزرون بن سعيد بمصر.
وفي السنة نفسها توفي باديس، وتولى بعده أمر إفريقيا إبنه المعز، وقلده الحاكم بأمر الله. واستبدل المعز بمحمد بن الحسن عامل طرابلس أخاه عبد الله بن الحسن. وتوفي الحاكم بأمر الله سنة 411 هـ وقبل وفاته توالى هجوم خليفة بن ورو على طرابلس من سنة 406 هـ إلى سنة 414 هـ حين قتل محمد بن الحسن، فنقض أخوه عبد الله، عامل طرابلس، عهده مع المعز، وأمكن خليفة بن ورو وقومه من طرابلس فقتلوا الصنهاجيين واستولوا عليها، وخاطب خليفة هذا الظاهر بن الحاكم بأن يحفظ عهده على طرابلس فأجابه إلى ذلك.
ثم قدم سعيد بن خزرون من مصر إثر وقوع الفتنة بين الترك والمغاربة في مصر. وقدم معه أخوه المنتصر إلى طرابلس، فأقاما بنواحيها، ثم تولى سعيد حكم طرابلس بمساعدة من الزناتيين، وفر ابن عمه خليفة بن ورو، وظل سعيد حاكماً لها حتى قتل فتولى ولايتها خزرون بن خليفة، ولم يمكث هذا الأخير إلا قليلاً حتى زحف عليه المنتصر بن خزرون وافتكها منه وأوقع بمن ساعد خزرون من العلماء والأهالي الأذى الكثير.
أما فيما يتعلق بالناحية الفكرية في عصر ابن المنمر فإننا نعرف أنه فبل أن يستولي الشيعة على الحكم في المنطقة كان غالبية سكانها على مذهب أهل السنة والجماعة، وفي الفروع على مذهب مالك، رضي الله عنه‘ ويكفي أن نعلم أن علي بن زياد الذي سمع من مالك موطأه، وككان له فضل إدخاله إلى هذه المنطقة قد ولد بطرابلس. واستمر الأمر كذلك إلى أن استولى الفاطميون على الحكم.
وبما أن الحالة الثقافية لايمكن فصلها عن الحالة السياسية على الدوام، فما أن تمكن العبيديون الروافض من الحكم في طرابلس حتى تحركوا بقوة للتمكين لمذهبهم، ونشر مبادئهم، فهل استطاعوا ذلك بسهولة.
أجبر بنو عبيد أهل طرابلس، كغيرهم من مناطق نفوذهم، على قطع صلاة الضحى وتراويح رمضان وإضافة ” حي على خير العمل ” في الأذان، مع ذلك فإن قلوبهم مطمئنة بالإيمان بمذهب أهل السنة والجماعة يطبقون مذهبهم إمامهم مالك في خاصتهم ما استطاعوا إلى ذلك سبيلاً.
وكان ابن المنمر امتداداً لسلسة العلماء في طرابلس الذين كان آخرهم، قبل ابن المنمر، شيخه ابن (زكرون) وهؤلاء العلماء يمثلون الفكر والثقافة في هذا البلد.
كان أبو الحسن بن المنمر من أهل السنة، وفقيهاً مالكياً، وقد أتيحت لهذا الرجل كما عرفنا رحلات علمية إلى القيروان، ثم إلى مصر ومكة، وعاد إلى طرابلس وقد جمع بين العلم والعمل، والعمل هو الذي ميزه وحفظ اسمه في التاريخ من بين علماء وقته، فإن العلماء في كل وقت كثيرون، وقليل منهم هم العاملون، وكان ابن المنمر من هذه القلة، فقد جلس في أحد مجالس طرابلس يلقي الدروس في شتى العلوم، وكان إلى جانب ذلك آمراً بالمعروف ناهياً عن المنكر عاملاً بالسنن مزيلاً للبدع، فجرته هذه الصفات إلى أمرين:
الأول : أن ابن المنمر كان له أثر كبير في تسيير الحياة الثقافية والسياسية في بلده، وذلك بما اكتسبه من حب واحترام وطاعة من أهل بلده، فعلى الرغم من هيمنة الفاطميين وأتباعهم من الناحية السياسية وما بذلوه من جهد لتغيير ثقافة البلد إلا أن صمود ابن المنمر في وجه هذا التغيير جعلهم يفشلون فشلاً ذريعاً، وحافظ المجتمع على ثقافته.
والذي يوضح أن ابن المنمر كان بهذه المكانة من التأثير في الحالة السياسية أنه لما أمر الأهالي أن يفتحوا المدينة لخزرون ابن خليفة بعد مقتل سعيد فعلوا ذلك ولما ظفر به المنتصر بن خزرون سلبه ونفاه، لكنه لم يجرؤ على قتله ؛ لأنه قدر أن قتله سيثير عليه الناس.
الثاني : هو أن امتلاء العبيديين وأشياعهم على ابن المنمر غيضاً جعلهم يتربصون به. بسبب ما كان يدعو إليه من التشبت بمذهب أهل السنة وتطبيق فروع المالكية متى أمكنه ذلك.

## محنته ووفاته
قال التجاني متحدثاً عن محنة ابن المنمر: “فلم يزل بها (أي طرابلس) إلى سنة ثلاثين وأربعمائة، فخرج منها لمحنة جرت عليه، فتوجه إلى موضع يعرف بغنيمة، قرية من قرى مسلاته فسكن بها إلى أن توفي هناك سنة اثنين وثلاثين (وأربعمائة)، وقبره الآن على الطريق بها. وكان سبب محنة الفقيه أبي الحسن أن سعيد بن خزرون لما قتلته زغبة سنة تسع وعشرين وأربعمائة، فتح أبوالحسن بن المنمرمدينة طرابلس لخزرون بن خليفة، فدخلها وأقام بها شهراً، ثم لما تم شهر ربيع الأول من سنة ثلاثين وصل المنتصر بن خزرون، وكانت معه عساكر زناته، ففر خزرون بن خليفة من طرابلس مختفياً وترك له البلد، فدخله المنتصر، وأوقع بأبي الحسن مكروهاً عظيماً ونفاه من البلد، واستباح جميع أملاكه، وعذب كثيراً من أقاربه بسببه.

## مؤلفاته
توفي ابن المنمر لكنه أبقى ذكره حياً وذلك بما تركه من مؤلفات تدرس بعده وتتناقلها الأجيال بالسند إلى المؤلف، فما هي المؤلفات التي خلفها مترجمنا.
يذكر مترجموه أنه صنف كتباً في الحساب والأزمنة والفرائض، لكنهم لم يسموا تلك المؤلفات باستثاء كتابه في الفرائض فإنه يعرف بالكافي. ويفهم من كلام المترجمين أن الكافي هو أهم كتبه؛ لأن العلماء الذين كانوا يمرون بطرابلس يحرصون على قراءة هذا الكتاب على مؤلفه في حياته ثم على تلاميذه أو تلاميذ تلاميذه بعد مماته.
كتاب الكافي
موضوعه : ألف ابن المنمر كتاب الكافي في علم الفرائض، وهو يشتمل على علم المواريث الثلاثة: الفقه، الحساب، العمل.
أهميته :
هذا الكتاب مهم في بابه لأنه :
أولاً : اشتمل على ما يقارب المائة والخمسين ورقة أي حوالي ثلاثمائة صفحة، ولذا فهو يعتبر كتاباً ضخماً.
ثانياً : مصدر قديم لهذا العلم؛ إذ لانعرف مصدراً أقدم منه فيما وصل إلينا من مؤلفات خصوصاً في المذهب المالكي.
ثالثاً : كان عمدةً في بابه حتى في حياة المؤلف، فقد كان الناس-كما قلنا- يحرصون على سماعه. وتتضح أهميته بما وصفه به مترجموا ابن المنمر، ولنسمع ما يقوله عياض: “وكان فقيهاً فرضياً، له في الفرائض كتاب مشهور، سماه الكافي” وكفى بهذه الشهادة من إمام من أئمة المالكية.
ومما يدل على شهرة الرجل وكتابه الكافي مجيء بعض التلاميذ ومكوثهم زمناً يأخذون عن الشيخ أبي الحسن العلم، وخصوصاً الفرائض.
وقد بقي الكتاب مشهوراً معروفاً حتى بعد وفاة مؤلفه، ويقرأه المشايخ في مجالس العلم.
نسخه :
كنت قبل سنوات أظن أن الكتاب مفقود كبقية كتب ابن المنمر، لكني علمت فيما بوجودنسخة منه في مكتبة تشستربيتي في أيرلندا، لعل الله ييسر لي تحقيقها ونشرها قريباً.
وهذه النسخة هي الوحيدة فيما أعلم، تحتوي على مائة وأربعين ورقةً عدد أسطر كل صفحة 18. مقاسها12.7 X17.8. بها نقص قليل من أولهاوأول الموجود منها:
” إنه قال: أخبرني أبو حميد الساعدي أنهم قالوا : يارسول الله كيف نصلي عليك؟..”، ثم تكلم المؤلف في فضل المدينة فعقد لذلك باباً في أول الكتاب فقال :” باب ما جاء في فضل المدينة وعالمها..”
ثم تحدث عن المواريث : “باب الوجوه التي يجب فيها الميراث…”
وينتهي الكتاب بباب الخنثى المشكل وآخره: “والله تعالى الموفق وهو حسبنا ونعم الوكيل، ولا حول ولا قوة إلا بالله العلي العظيم، وصلى الله على سيدنا ومولانا محمد وآله وصحبه تسليماً كثيراً. آخر الكتاب”.
وهذه النسخة بخط النسخ كتبها محمدبن عيسى المغربي، وقد فرغ منها في 14 من رجب سنة 901هـ. وفي آخرها مقابلة على أصل صحيح.
وكتاب الكافي، حسب هذه النسخة، مقسم إلى كتب، وكلما تم كتاب ختم وبديء بالكتاب الذي بعده.
وقد جاء اسم المؤلف مصرحاً بهفي نهاية الكتاب الثاني، فقد جاء في الورقة 55:
“تم الكتاب الثاني من كتاب الكافي في الفرائض والحساب على مذهب مالك بن أنس رحمه الله.. مجموع من الموطأ.. مما عني بجمعه وتأليفه أبو الحسن علي بن محمد الطرابلسي. فيه أصول الفرائض، والعمل في العول ووجوه الاختصار في الحساب والعمل في المناسخة”.